# The Kid Laroi
Charlton Kenneth Jeffrey Howard (Waterloo, 17 augustus 2003), professioneel bekend en gestileerd als The Kid LAROI, is een Australische rapper, zanger, songwriter en producer. Geboren in Sydney, kreeg hij erkenning door zijn associatie en vriendschap met wijlen rapper Juice Wrld, die hem begeleidde terwijl hij op tournee was in Australië. Laroi kreeg een lokale aanhang voordat hij tekende bij Lil Bibby's Grade A Productions. Hij werd buiten Australië bekend met zijn nummer "Let Her Go", en werd nog populairder met zijn nummer "Without You", dat zelfs nummer 1 werd in België. Zijn debuut mixtape F*ck Love (2020) piekte op nummer één in de Australische ARIA Charts, waarmee hij de jongste Australische soloartiest ooit was die de top bereikte. Het bereikte ook nummer drie in de Amerikaanse Billboard 200.

## Jeugd
Charlton Kenneth Jeffery Howard werd geboren op 17 augustus 2003 in Waterloo, een buitenwijk nabij Redfern in het binnenste zuiden van Sydney. Zijn ouders zijn Nick Howard, een muziekproducent en geluidstechnicus, en Cody Phillips, een modelmanager en muziekdirecteur. Howards betovergrootvader maakte deel uit van de gestolen generatie; hij werd uit zijn familie gehaald, in een blank gezin geplaatst en kreeg te horen dat hij Spaans was vanwege zijn donkere huidskleur. Later ontdekte hij dat hij Aboriginal was toen hij 18 was. Hij is Kamilaroi (of Gamilaraay) waaraan hij zijn artiestennaam "Laroi" ontleende.   
Howard ging naar de zeer prestigieuze privéschool Australian Performing Arts Grammar School. 

## Carrière

### 2020-heden: Doorbraak +F*ck Love
Op 31 januari 2020 bracht Laroi "Diva" uit met de Amerikaanse rapper Lil Tecca. Op 22 maart bracht hij "Addison Rae" uit, een nummer dat vernoemd is naar de gelijknamige sociale media ster. "Addison Rae" werd later een TikTok-sensatie. Op 27 maart maakte Laroi een gastoptreden in de muziekvideo van de Amerikaanse rapper Lil Mosey voor "Blueberry Faygo".  Op 17 april bracht hij "Fade Away" uit met de Amerikaanse rapper Lil Tjay.  Op 25 april was hij te zien in "Go Dumb" door producer Y2K, ook met Blackbear en Bankrol Hayden. Op 12 juni bracht hij "Go" uit met de overleden Amerikaanse rapper en mentor van Laroi, Juice Wrld, die werd begeleid door een videoclip geregisseerd door Steve Cannon.  Op 18 juli bracht hij "Tell Me Why" uit, een eerbetoon aan de overleden Juice Wrld.  Op 18 juli onthulde Laroi de albumhoes en de releasedatum van zijn mixtape F*ck Love op Twitter. De mixtape werd uiteindelijk uitgebracht op 24 juli en bevat features van Lil Mosey, Corbin en Juice Wrld. Op dezelfde dag bracht Laroi de videoclip uit voor "Not Fair" met Corbin. Op 7 augustus bracht hij de videoclip uit voor het nummer "Selfish". Op 23 oktober bracht hij de eerste single van zijn nieuw project "So Done" uit.  Op 30 oktober was Laroi te zien in "My City" van Onefour. Op 17 december bracht Laroi de videoclip uit voor "Without You", geregisseerd door Steve Cannon. Op 9 juli 2021 werd "Stay" met Justin Bieber uitgebracht, dit is anno juni 2022 zijn meest gestreamde en bekendste nummer.
In het voorjaar van 2024 was hij te zien in de film Y2K.

## Privéleven
Laroi woont momenteel in Los Angeles, Californië met zijn moeder en jongere broer Austin. Hij heeft een relatie met de zangeres Tate McRae. 

## Discografie

### Singles
| Single met eventuele hitnotering(en) in de Nederlandse Top 40 | Datum van verschijnen | Datum van binnenkomst | Hoogste positie | Aantal weken | Opmerkingen                                                |
| ------------------------------------------------------------- | --------------------- | --------------------- | --------------- | ------------ | ---------------------------------------------------------- |
| So Done                                                       | 2020                  | 05-12-2020            | tip18           | 3            | Nr. 80 in de Single Top 100                                |
| Without You                                                   | 2020                  | 16-01-2021            | 2               | 11*          | Nr. 2 in de Single Top 100 / Alarmschijf                   |
| Stay                                                          | 2021                  | 10-07-2021            | 1(7wk)          | 24           | met Justin Bieber Nr. 1 in de Single Top 100 / Alarmschijf |
| Thousand Miles                                                | 2022                  | 23-04-2022            | 19              | 9            |                                                            |
| Love Again                                                    | 2023                  | 28-01-2023            | 23              | 8            | Alarmschijf                                                |

| Single met hitnotering(en) in de Vlaamse Ultratop 50 | Datum van verschijnen | Datum van binnenkomst | Hoogste positie | Aantal weken | Opmerkingen                       |
| ---------------------------------------------------- | --------------------- | --------------------- | --------------- | ------------ | --------------------------------- |
| So Done                                              | 2020                  | 31-10-2020            | tip15           | -            |                                   |
| Reminds Me of You                                    | 2020                  | 19-12-2020            | tip15           | -            | met Juice WRLD                    |
| Without You                                          | 2020                  | 26-12-2020            | 1(1wk)          | 29           | Nr. 1 in de Radio 2 Top 30 / Goud |
| Stay                                                 | 2021                  | 18-07-2021            | 1 (2wk)         | 41           | met Justin Bieber                 |
| Love Again                                           | 2023                  | 11-02-2023            | 40              | 6            |                                   |

## Prijzen en nominaties
| Jaar | Awardshow               | Nominatie     | Award                        | Resultaat   |
| ---- | ----------------------- | ------------- | ---------------------------- | ----------- |
| 2020 | Aria Music Awards       | F*ck Love     | Best Male Artist             | Genomineerd |
| 2020 | Aria Music Awards       | F*ck Love     | Breakthrough Artist          | Genomineerd |
| 2020 | Aria Music Awards       | F*ck Love     | Best Hip Hop Release         | Genomineerd |
| 2021 | MTV Video Music Awards  | The Kid Laroi | Best New Artist              | Genomineerd |
| 2021 | MTV Video Music Awards  | Without You   | Push Performance of the Year | Genomineerd |
| 2021 | MTV Video Music Awards  | Stay          | Song of Summer               | Genomineerd |
| 2021 | MTV Europe Music Awards | The Kid Laroi | Best New Act                 | Genomineerd |
| 2021 | MTV Europe Music Awards | The Kid Laroi | Best Push Act                | Genomineerd |
| 2021 | MTV Europe Music Awards | Stay          | Best Song                    | Genomineerd |
| 2021 | MTV Europe Music Awards | Stay          | Beste samenwerking           | Genomineerd |
| 2021 | People's Choice Awards  | Stay          | Song of the Year             | Genomineerd |
| 2021 | People's Choice Awards  | Stay          | Music Video of the Year      | Genomineerd |
| 2021 | People's Choice Awards  | Stay          | Beste samenwerking           | Gewonnen    |
| 2021 | Aria Music Awards       | Stay          | Best Artist                  | Gewonnen    |
| 2021 | Aria Music Awards       | Stay          | Best Pop Release             | Gewonnen    |
| 2021 | Aria Music Awards       | Without You   | Best Hip Hop Release         | Genomineerd |
| 2021 | Aria Music Awards       | Without You   | Single of the year           | Genomineerd |
| 2022 | Grammy Awards           | The Kid Laroi | Best New Artist              | Genomineerd |

- Bibliothèque nationale de France: cb46766591q (data)
- Gemeinsame Normdatei: 1243179821
- International Standard Name Identifier: 0000 0004 8372 2956
- Library of Congress Control Number: n2022020774
- MusicBrainz: 80609a00-b394-4a49-975b-2db6b543fa97
- Virtual International Authority File: 6351163464765705680005